# 公務人員特種考試

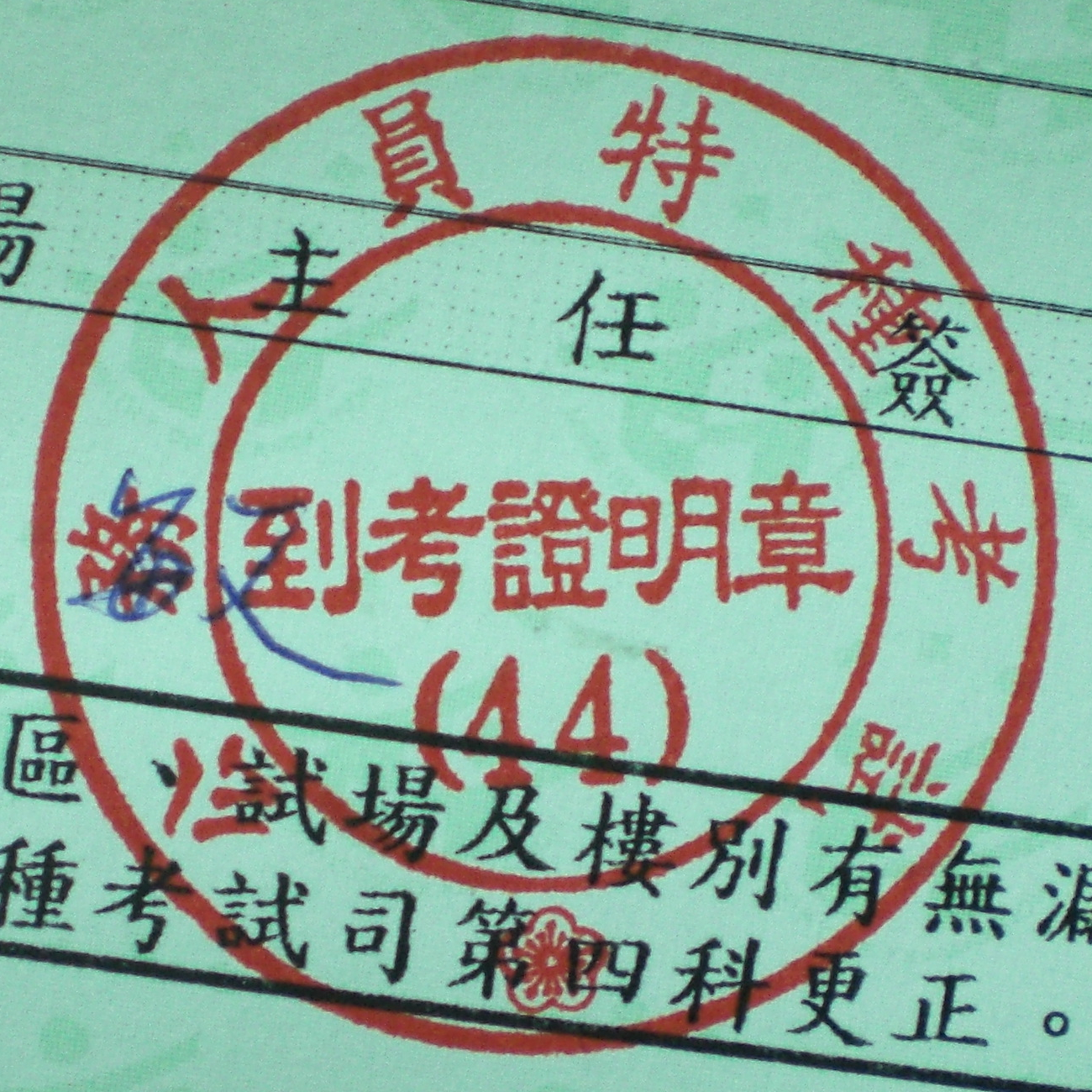
公務人員特種考試到考證明章2012年12月版

公務人員特種考試，簡稱特種考試或特考，其為中華民國政府為因應特殊性質機關之需要及保障身心障礙者、原住民族之就業權益，而比照公務人員高等考試、公務人員普通考試、公務人員初等考試之等級，由考選部所辦理的國家考試。該考試的法源依據，為《公務人員考試法》第6條第2項。

## 沿革
特種考試種類很多，有警察考試、身心障礙考試、原住民考試等，還有原名「基層公務人員考試」（基層特考）的「地方政府公務人員考試」（地方特考，因應直轄市政府、縣市政府、鄉鎮市公所及其民意機關用人需要而舉辦）。另外，關於司法人員的任用，譬如司法官、書記官、司法警察等，也是透過特考（司法特考）來選拔。
特種考試於西元1996年之前舊制，分為甲等、乙等、丙等、丁等考試。乙等特考現在的名稱是特種考試三等。丙等特考現在的名稱是特種考試四等。丁等特考現在的名稱是特種考試五等。特考甲等考試通過者直接取得簡任第十職等任用資格，實際職位包括「簡任專門委員」、「簡任視察」等，考取的名人有馬英九、蕭萬長、關中、朱武獻、徐享崑、陳伸賢、朱明昭等；惟此考試不定期釋出極少量名額，受廣泛批評是「為權貴子弟量身打造的當官捷徑」，因此已全面停辦。
依考試院現今《公務人員考試法》第24條訂定的《公務人員考試法施行細則》之規定：特種考試一等考試相當高等考試一級考試。特種考試二等考試相當高等考試二級考試。特種考試三等考試相當高等考試三級考試。特種考試四等考試相當普通考試。特種考試五等考試相當初等考試。

## 應考資格
- 公立或立案之私立大學研究院、所，或經教育部承認之國外大學研究院、所，得有博士學位者，得應公務人員特種考試一等考試。目前沒有舉辦。
- 公立或立案之私立大學研究院、所，或經教育部承認之國外大學研究院、所，得有碩士以上學位者，得應公務人員特種考試二等考試。
- 公立或立案之私立獨立學院以上學校或經教育部承認之國外獨立學院以上學校相當學系畢業者，或四等考試相當類、科及格滿三年者，得應公務人員特種考試三等考試。
- 公立或立案之私立高級中等學校以上學校相當類科畢業者，或五等考試相當類、科及格滿三年者，得應公務人員特種考試四等考試。
- 凡國民年滿18歲，得應公務人員特種考試五等考試。

## 種類
- 身心障礙人員考試
- 原住民族考試
- 司法人員考試
- 司法官考試
- 關務人員考試
- 社會福利工作人員考試
- 國家安全局國家安全情報人員考試
- 法務部調查局調查人員考試[2]
- 警察人員考試
- 一般警察人員考試
- 外交領事人員及外交行政人員考試
- 國際經濟商務人員考試
- 關務人員考試
- 移民行政人員考試
- 民航人員考試
- 交通事業公路人員考試
- 地方政府公務人員考試
- 離島地區公務人員考試
- 海岸巡防人員考試
- 國防部文職人員考試
- 退除役軍人轉任公務人員考試
- 國軍上校以上軍官轉任公務人員考試
- 其他公務人員特種考試

## 任官
特種考試及格人員，依法取得任官資格，自實際任職6年內，不得轉調原分發任用之主管機關及其所屬機關、學校以外之機關、學校任職。
- 特種考試一等及格，取得公務人員薦任第九職等或相當職等任用資格。
- 特種考試二等及格，取得公務人員薦任第七職等或相當職等任用資格。
- 特種考試三等及格，取得公務人員薦任第六職等或相當職等任用資格。
- 特種考試四等及格，取得公務人員委任第三職等或相當職等任用資格。
- 特種考試五等及格，取得公務人員委任第一職等或相當職等任用資格。

## 已廢除之特考
- 交通事業電信人員考試
- 交通事業郵政人員考試
- 交通事業港務人員考試
- 交通事業鐵路人員考試
- 交通事業公路人員考試
- 邊區行政人員考試

(民國113年起不再舉辦）
- 特種考試地方政府公務人員五等考試